# Nikola Štulić
Nikola Štulić (Sremska Mitrovica, 8 de septiembre de 2001) es un futbolista serbio que juega en la demarcación de delantero para el Royal Charleroi SC de la Primera División de Bélgica.

## Selección nacional
Tras jugar con varias categorías inferiores de la selección, finalmente hizo su debut con la selección de fútbol de Serbia en un partido amistoso contra Estados Unidos que finalizó con un resultado de 1-2 a favor del combinado serbio tras los goles de Luka Ilić y Veljko Simić para Serbia, y de Brandon Vazquez para el conjunto estadounidense.

## Clubes
| Club               | País    | Año       | Partidos | Goles |
| ------------------ | ------- | --------- | -------- | ----- |
| FK Partizan        | Serbia  | 2020-2022 | 26       | 1     |
| FK Radnički Niš    | Serbia  | 2022      | 37       | 12    |
| Royal Charleroi SC | Bélgica | 2023-     | 53       | 17    |